# Anna af Slesvig-Holsten-Gottorp
Anna af Slesvig-Holsten-Gottorp (1575 - 1610) var datter af Adolf af Slesvig-Holsten-Gottorp og Christine af Hessen. Hun blev gift med Enno 3. af Østfrisland.

## Børn
Anna fik fem børn under ægteskabet med Enno:
1. Edzard Gustav (1599 – 1612)
2. Anna Maria (1601 – 1634), gift med Adolf Frederik 1. af Mecklenburg-Schwerin
3. Rudolf Christian (1602 – 1628), greve af Østfrisland i perioden 1625 til sin død
4. Ulrik 2. (1605 – 1648), greve af Østfrisland fra 1628
5. Christina Sophia (1609-1658), gift med Filip 3. af Hessen-Butzbach